# Das Haus mit den sieben Stockwerken
Das Haus mit den sieben Stockwerken (ital. I sette piani) ist der Titel einer 1937 veröffentlichten Erzählung Dino Buzzatis. Die von vielen Interpreten als existentialistische Parabel gedeutete Geschichte handelt von einem Rechtsanwalt, der sich wegen einer leichten Erkrankung in ein Spezialsanatorium einweisen lässt und in zunehmender Abhängigkeit vom Apparat immer kränker wird. Die deutsche Übersetzung von Antonio Luigi und Nino Erné erschien 1962.

## Inhalt
Der „Rechtsanwalt und Weltmann“ Giuseppe Corte erreicht im März nach einer eintägigen Bahnfahrt die Stadt mit einer berühmten Spezialklinik, um seine Erkrankung, die sich an „ein wenig Fieber“ bemerkbar macht, behandeln zu lassen. In dem siebenstöckigen, an ein Hotel erinnernden weißen Gebäude werden die Patienten nach dem Grad ihrer Erkrankung auf den einzelnen Etagen in freundlich eingerichteten Zimmern untergebracht. Corte wohnt als leichter Fall im höchsten Stockwerk, von wo aus er eine schöne Aussicht über die Stadt hat. Von einem Mitpatienten erfährt er, dass vom dritten Stock an abwärts die schweren Fälle behandelt werden. Die Menschen dort seien zwar „noch nicht verzweifelt, doch da [sei] nicht mehr viel Grund zu Heiterkeit vorhanden.“ Im Erdgeschoss lägen die Moribunden, die nur noch von den Priestern besucht würden. Geschlossene Rollläden signalisierten, dass die Kranken gestorben seien. Corte fühlt eine Erleichterung, davon weit entfernt zu sein, und diese Einschätzung wird durch die Hauptuntersuchung bestätigt. Der Arzt verordnet ihm eine ca. dreiwöchige Behandlung und er befolgt genau die Kurvorschriften. Nach zehn Tagen bittet ihn ein Pfleger, wegen Platzmangel vorübergehend ein Zimmer eine Etage tiefer zu beziehen, weil eine Dame mit zwei Kindern eintreffen werde und man die Familie nicht trennen wolle. Er stimmt aus Gefälligkeit zu, hat aber jetzt das Gefühl der Entfernung vom normalen Leben und der menschlichen Gemeinschaft.
Corte kehrt nicht mehr in sein erstes Zimmer zurück. Die Auflösung seines Zellgewebes stecke zwar noch in den Anfängen, erklärt ihm der Arzt der neuen Abteilung, aber hier seien die therapeutischen Methoden wirksamer. Damit beginnt, ohne dass sich sein Gesundheitszustand ändert, sein Weg nach unten. Es werden von den freundlichen Ärzten und dem Pflegepersonal verschiedene, meist organisatorische Gründe genannt: Der Chefarzt verändert die Kategorien der Einordnung, so dass die schweren Fälle jeder Abteilung einer unteren Etage zugeordnet werden. So kommt er wegen eines Verwaltungsfehlers, der vom untergeordneten Arzt ohne Weisung des abwesenden Chefs nicht rückgängig gemacht werden kann, in den vierten Stock. Dort wird ein Hautausschlag diagnostiziert, der aber nur in der Dritten bestrahlt werden kann. Da sich der Zustand nicht wesentlich bessert, empfiehlt man dringend die stärkeren Apparate der Zweiten, die von einer Kapazität, Professor Dati, erfunden wurden. Das Zweite wird kurz darauf geschlossen, weil das Personal in den Sommerurlaub geht, und er muss für 14 Tage in den ersten Stock ziehen und bleibt dort auch nach der Rückkehr der Pflegerinnen.
Anfangs fügt sich Conti, trotz seiner ständigen Bitten und Rückkehrwünsche den Umzügen, dann reagiert er mit Wutanfällen auf die Vertröstungen, Ausreden und Täuschungen. Er schreit, diskutiert mit den ruhig reagierenden, Verständnis für seine Ängste signalisierenden Ärzten über das, was er für eine Ungerechtigkeit hält, und betont, dass er nicht ernsthaft krank sei. Schließlich resigniert er, verlässt nicht mehr sein Bett und lässt sich, nach dem letzten Zornausbruch von den Pflegern „für die Überfahrt“ in das Erdgeschoss transportieren. Durch die Fenster sieht er nicht mehr die Stadt, sondern nur das Grün der das Gebäude umgebenden Hecke. Sechs Stockwerke lasten jetzt „auf Grund eines äußerlichen Irrtums“ auf ihm mit „unerträglichem Gewicht. Wie viele Jahre […] würde er benötigen, um wieder bis zum Rand dieses steilen Felsens emporzuklimmen?“ Das Zimmer verdunkelt sich, „einem geheimnisvollen Befehl gehorchend“, durch den sich langsam senkenden Rollladen, der „dem Licht jeden Eintritt ver[schließt]“.

## Publikationsgeschichte
- Buzzatis Erzählung wurde erstmals am 1. März 1937 unter dem Titel I sette piani (Sieben Stockwerke) in der Ausgabe 3 der Zeitschrift La Lettura publiziert.
- 1942 erschien sie umgearbeitet in der Anthologie I sette messaggeri (Die sieben Boten).
- In einer der Urfassung nahestehenden Version wurde die Erzählung 1958 in den Sammelband Sessanta racconti (60 Kurzgeschichten, 1958) und 1968 in die Anthologie La boutique del mistero (Die Boutique der Geheimnisse) aufgenommen.
- Die deutsche Übersetzung von Antonio Luigi und Nino Erné erschien erstmals 1962.[3]

## Rezeption
Das Haus mit den sieben Stockwerken kann als repräsentativ für viele existentialistischen Werke des mit Albert Camus befreundeten Autors angesehen werden: Der Autor fasst die Wirklichkeit, wie es Giuliano Gramigna ausdrückt „im Augenblick beängstigender Erwartung […] an ihrer äußersten Grenze, die notgedrungen immer eine Grenze des Schreckens ist“. In diesem Sinne beschreibt der Verleger Klaus Wagenbach die existentielle Situation des Protagonisten: „Der Einzelne, isoliert, blind für andere, wird zurückgeworfen auf sich selbst, erblindet schließlich sogar gegenüber dem eigenen Schicksal. Er wartet auf das Unerwartete, sein Lebensraum wird die Ungewissheit.“ Maike Albath (Neue Zürcher Zeitung) bezeichnet Buzzati als „Meister der Ambiguität“, der „mit seiner präzisen, schlichten Sprache Katastrophen wirkungsvoll in Szene [setzt]“.
In der Rezeption von Buzzatis Werk werden häufig Ähnlichkeiten mit Kafkas Prosa aufgeführt und der Autor wird als italienischer Kafka bezeichnet, z. B. von Thomas Schaefer (Badische Zeitung), der Buzzatis Erzählungen und Romane „magische, existentialistische, rätselhafte Literatur“ nennt. Das Unerwartete treffe zumindest als Leseerlebnis zuverlässig ein. Nach Zimmermann (Österreichischer Rundfunk) atmen die Geschichten des Autors den Geist des Surrealismus und behandeln zugleich „grundsätzliche Frage der menschlichen Existenz, herausgelöst aus der Wirklichkeit“. An Kafka müsse man bei der Lektüre denken oder an Samuel Beckett.
Allerdings wird dieser Zuordnung von anderen Literaturkritikern widersprochen oder sie wird zumindest relativiert. So kommt Baumann zum Schluss, es gebe „keinen ‚Kafka italiano“‘, sondern den Schriftsteller Buzzati, der sich, wie Kafka, die Frage nach dem Sinn des menschlichen Lebens, dem Schicksal des Menschen stellt und dabei aber zu einem anderen Ergebnis kommt. Für Manfred Hardt hat „Buzzatis Prosa trotz ihrer phantastischen, geheimnisvollen, abnormen oder grotesken Motive keinerlei Bezug zum Surrealismus, sondern stellt im Gegenteil eine leicht lesbare, vom Autor nicht weiter reflektierte, vereinfachte Variante dieser in der modernen Literatur häufig vorkommenden Motive dar.“
Eine autobiographische Deutung des Hauses mit den sieben Stockwerken, außerhalb der existentialistischen Parabel oder zusätzlich zu ihr, bezieht sich auf Buzzatis Erfahrungen während einer 1935 erlittenen schweren Mastoiditis. Wie im Haus mit den sieben Stockwerken finden sich in anderen Werken des Autors kritische Auseinandersetzungen mit dem Arztberuf und dem Krankenhauswesen.

## Adaptionen
- Buzzati arbeitete seine Erzählung zu einer Komödie um, die unter dem Titel Un caso clinico[12] 1953 am Piccolo Teatro in Mailand uraufgeführt und anschließend in vielen europäischen und weltweiten Städten gespielt wurde, darunter Berlin, Göteborg, Genf, Stockholm und Buenos Aires. Albert Camus bearbeitete das Stück 1955 für das Théâtre La Bruyère in Paris

- Buzzatis Komödie inspirierte den Regisseur Ugo Tognazzi für seinen Film Il fischio al naso (Die Pfeife in der Nase), in dem er auch die Hauptrolle spielt (1967).